# Diskografija Michaela Jacksona
Diskografija Michaela Jacksona u ovom članku obuhvaća njegova studijska izdanja objavljena tijekom njegove glazbene karijere. Uključuje američke, britanske, kanadske, francuske i australijske top ljestvice, kao i sve svjetske certifikate. Ne postoji službeni sustav za praćenje podatak o svjetskoj prodaji izdanja. RIAA je osnovana 1958. godine, dok su neke poput ARIA Gold & Platinum Awards i ZPAV osnovane 1983. i 1995., te stoga neka od ranih Jacksonovih izdanja ne uključuju njihove certifikate i nagrade.
Američki certifikati vežu se za RIAA bazu podataka, britanski za BPI bazu podataka, kanadski za CRIA bazu, francuski certifikati vežu se za SNEP bazu podataka i službene francuske stranice Michaela Jacksona, meksički za Eil, njemački za IFPI, australski za ARIA bazu, nizozemski za NVPI bazu, švedski certifikati vežu se za IFPI bazu podataka i novozelandski certifikati za RIANZ bazu podataka
Također postoji i IFPI Platinum Europe Awards Certifikat, koji obuhvaća samo albume koji su objavljeni od 1. siječnja 1994. godine. Ova nagrada uključuje zemlje: Austrija, Belgija, Bugarska, Češka, Danska, Finska, Francuska, Njemačka, Grčka, Mađarska, Island, Irska, Italija, Nizozemska, Norveška, Poljska, Portugal, Rusija, Slovačka, Španjolska, Švedska, Švicarska, Turska, Velika Britanija.

## Albumi

### Studijski albumi
| 1972.                                                                        | Got to Be There - Objavljeno: 24. siječnja 1972.                          | 14  | —  | 37 | —  | —  |                      | |              |
| 1972.                                                                        | Ben - Objavljeno: 4. kolovoza 1972.                                       | 5   | 12 | 17 | —  | 65 | - UK: Srebrni        | - UK: 60.000 |              |
| 1973.                                                                        | Music & Me - Objavljeno: 13. travnja 1973.                                | 92  | —  | —  | —  | 27 |                      | |              |
| 1975.                                                                        | Forever, Michael - Objavljeno: 16. siječnja 1975.                         | 101 | —  | —  | —  | —  |                      | |              |
| 1979.                                                                        | Off the Wall - Objavljeno: 10. kolovoza 1979. - Izdavač: Epic (EK #35745) | 3   | 4  | 5  | 27 | 1  | - NZ: 6x Platinasti  | - US: 7.000.000 (8.000.000) - JPN: (500.000) - UK: 300.000 - KAN: 100.000 - FRA: 300.000 - MEX: 500.000 - AUS: 280.000 - NL: 100.000 - HK: 10.000 - NZ: 90.000 | 20 milijuna  |
| 1982.                                                                        | Thriller - Objavljeno: 30. studenog 1982. - Izdavač: Epic (EK #38112)     | 1   | 1  | 1  | 1  | 1  | - NZ: 12x Platinasti | - US: 33.000.000 - JPN: (1.800.000) - UK: 3.300.000 (3.700.000) - KAN: 2.000.000 - FRA: 3.000.000 - MEX: 600.000 - GER: 1.500.000 - AUS: 980.000 - NL: 800.000 - SWE: 400.000 - SWZ: 300.000 - HK: 20.000 - AU: 400.000 - FIN: 91.609 - NZ: 180.000                          | 109 milijuna |
| 1987.                                                                        | Bad - Objavljeno: 31. kolovoza 1987. - Izdavač: Epic (EK #40600)          | 1   | 1  | 1  | 1  | 2  | - NZ: 8x Platinasti  | - SAD: 8.000.000 (10.000.000) - JPN: (1.000.000) - UK: 3.900.000 - KAN: 700.000 - FRA: 1.000.000 - MEX: 450.000 - GER: 2.000.000 - AUS: 420.000 - NL: 80.000 - ŠVE: 200.000 - ŠVI: 250.000 - HK: 20.000 - AU: 200.000 - FIN: 51.287 - NZ: 120.000                            | 30 milijuna  |
| 1991.                                                                        | Dangerous - Objavljeno: 13. studenog 1991. - Izdavač: Epic (EK #45400)    | 1   | 3  | 1  | 1  | 1  | - NZ: 6x Platinasti  | - SAD: 7.000.000 (8.000.000) - JPN: (800.000) - UK: 1.800.000 (2.000.000) - KAN: 600.000 - FRA: 1.000.000 - MEX: 500.000 - GER: 2.000.000 - AUS: 630.000 - NL: 300.000 - ŠVE: 300.000 - ŠVI: 250.000 - AU: 200.000 - FIN: 61.896 - NZ: 90.000                                | 32 milijuna  |
| 1995.                                                                        | HIStory - Objavljeno: 16. lipnja 1995. - Izdavač: Epic (EK #59000)        | 1   | 1  | 1  | 1  | 1  | - NZ: 10x Platinasti | - SAD: 3.500.000 (4.000.000) - EU: 6.000.000 - JPN: (750.000) - UK: 1.200.000 (1.500.000) - KAN: 500.000 - FRA: 1.000.000 - MEX: 300.000 - GER: 1.500.000 - AUS: 490.000 - NL: 300.000 - ŠVE: 100.000 - ŠVI: 150.000 - POL: 20.000 - AU: 100.000 - FIN: 61.352 - NZ: 150.000 | 20 milijuna  |
| 2001.                                                                        | Invincible - Objavljeno: 30. listopada 2001. - Izdavač: Epic (EK #69400)  | 1   | 3  | 1  | 1  | 1  | - NZ: Platinasti     | - SAD: 2.000.000 - EU: 2.000.000 - JPN: (200.000) - UK: 300.000 - KAN: (100.000) - FRA: 300.000 - MEX: 75.000 - GER: 300.000 - AUS: 140.000 - NL: 80.000 - ŠVE: 40.000 - ŠVI: 40.000 - POL: 10.000 - AU: 20.000 - FIN: 16.621 - NZ: 15.000                                   | 10 milijuna  |
| "—" Označava albume koji nisu objavljeni ili nisu dospjeli na top ljestvicu. |                                                                           |     |    |    |    |    |                      | |              |

- HIStory: Past, Present and Future, Book I je dvostruko CD izdanje. CD 1 sadrži najbolje hitove pod imenom HIStory Begins, a CD 2 je studijski album nazvan HIStory Continues.

### Kompilacije
| 1975.                                                                        | The Best of Michael Jackson - Najbolji hitovi - Objavljeno: 1975.                                                                 | 156 | -  | 11 | -  | 76 | - UK: Srebrni                         | - UK: 60.000                             |           |
| 1981.                                                                        | One Day in Your Life - Kompilacija - Objavljeno: 25. ožujka 1981.                                                                 | 144 | -  | 29 | -  | -  |                                       |                                          |           |
| 1983.                                                                        | 18 Greatest Hits - Najbolji hitovi - Objavljeno: 1983.                                                                            | -   | -  | 1  | -  | 53 | - UK: Platinasti                      | - UK: 300.000                            |           |
| 1983.                                                                        | 9 Singles Pack - Box Set - Objavljeno: 1983.                                                                                      | -   | -  | 66 | -  | -  |                                       |                                          |           |
| 1984.                                                                        | 14 Greatest Hits - Najbolji hitovi - Objavljeno: 1984.                                                                            | 168 | -  | -  | -  | -  |                                       |                                          |           |
| 1987.                                                                        | Love Songs (with Diana Ross) - Kompilacija - Objavljeno: 1987.                                                                    | -   | -  | 12 | -  | 86 | - UK: Platinasti                      | - UK: 300.000                            |           |
| 1988.                                                                        | Singles Souvenir Pack - Box set - Objavljeno: 1988.                                                                               | -   | -  | 91 | -  | -  |                                       |                                          |           |
| 1992.                                                                        | Motown's Greatest Hits - Najbolji hitovi - Released: 1992                                                                         | -   | -  | 53 | 6  | 27 |                                       |                                          |           |
| 1992.                                                                        | Tour Souvenir Pack - Box Set - Objavljeno: 1992.                                                                                  | -   | -  | 32 | -  | 83 |                                       |                                          |           |
| 1997.                                                                        | The Best of Michael Jackson & The Jackson 5ive - Kompilacija - Objavljeno: 1997.                                                  | -   | -  | 5  | -  | -  |                                       |                                          |           |
| 2000.                                                                        | 20th Century Masters - The Millennium Collection: The Best of Michael Jackson - Kompilacija - Objavljeno: 2000.                   | -   | -  | -  | -  | -  |                                       | - KAN: (100.000)                         |           |
| 2001.                                                                        | Greatest Hits: HIStory, Vol. 1 - Najbolji hitovi, nanovo objavljen na prvom CD-u: HIStory Begins - Objavljeno: 13. studenog 2001. | 85  | 20 | 15 | 10 | 44 | - SAD: Zlatni                         | - UK: (245.000)                          |           |
| 2003.                                                                        | Number Ones - Najbolji hitovi - Objavljeno: 18. studenog 2003.                                                                    | 13  | 26 | 1  | 5  | 6  | - SAD: Platinasti - NZ: 3x Platinasti | - US: 1.000.000 (1.500.000) - NZ: 45.000 | 6,000,000 |
| 2004.                                                                        | Michael Jackson: The Ultimate Collection - Box Set - Objavljeno: 17 studenog 2004.                                                | 154 | -  | 75 | 29 | -  |                                       |                                          |           |
| 2005.                                                                        | The Essential Michael Jackson - Najbolji hitovi - Objavljeno: 19. srpnja 2005.                                                    | 96  | 24 | 2  | 1  | 12 | - NZ: Platinasti                      | - NZ: 15.000                             |           |
| 2008.                                                                        | King of Pop - Kompilacija - Objavljeno: 22. kolovoza 2008.                                                                        | -   | -  | 3  | 5  | 5  | - AU: Zlatni                          | - AU: 15.000                             | 5,000,000 |
| 2008.                                                                        | 50 Best Songs: The Motown Years - Kompilacija - Objavljeno: 2008.                                                                 | -   | -  | 34 | -  | -  |                                       |                                          |           |
| "—" Označava albume koji nisu objavljeni ili nisu dospjeli na top ljestvicu. | |     |    |    |    |    |                                       |                                          |           |

### Ostala izdanja
| 1984.                                                                        | Farewell My Summer Love - Studijski album/Kompilacija - Objavljeno: 8. svibnja 1984.                       | 46 | 94 | 9  | — | 90 | - UK: Zlatni      | - UK: 100.000 |            |
| 1987.                                                                        | The Michael Jackson Mix - Remks album - Objavljeno: 11. svibnja 1987.                                      | —  | —  | 27 | — | —  | - UK: Platinasti  | - UK: 300.000 |            |
| 1997.                                                                        | Blood on the Dance Floor: HIStory in the Mix - Studijski album/Remks album - Objavljeno: 11. svibnja 1997. | 24 | 16 | 1  | 1 | 2  | - NZ: Platinasti  | - SAD: 1.000.000 - EU: 2.000.000 - JPN: (180.000) - UK: 100.000 (250.000) - KAN: 50.000 - FRA: 300.000 - GER: 250.000 (445.000) - NZ: 15.000 | 6.000.000  |
| 2008.                                                                        | Thriller 25 - reizdanje/Studijski album - Objavljeno: 12. veljače 2008.                                    | 1  | 2  | 3  | 1 | 2  | - POL: Platinasti | - POL: 20.000 | 3.000.000+ |
| "—" Označava albume koji nisu objavljeni ili nisu dospjeli na top ljestvicu. | |    |    |    |   |    |                   | |            |

U pojedinim zemljama, Thriller - 25th Anniversary Edition smatra se novim albumom, stoga reizdanja imaju certifikat originalnog Thrillera.

### Uživo albumi
- One Night In Japan (2009.)[83]

### Najbolji hitovi
Kompletan popis Jacksonovih izdanja s najboljim hitovima.
- A Collection Of Michael Jackson's Oldies (1972.)
- The Best of Michael Jackson (1975.)
- Motown Superstar Series, Vol. 7 (1980.)
- Superstar (1980.)
- One Day in Your Life (1981.)
- Michael Jackson & The Jackson 5 (1983.)
- Fliphits (1983.)
- 18 Greatest Hits (1983.)[85]
- 9 Singles Pack (1983.)
- 14 Greatest Hits (1984.)
- 16 Greatest Hits (1984.)
- Ain't No Sunshine (1984.)
- The Great Love Songs of Michael Jackson (1984.)
- Anthology) (1986.)
- Looking Back To Yesterday (1986.)
- Love Songs (with Diana Ross) (1987.)
- The Michael Jackson Mix (1987.)
- The Original Soul of Michael Jackson (1987.)
- Singles Souvenir Pack (1988.)
- Todo Mi Amor Eres Tu (1990.)
- Motown Legends (1990.)
- Five Remixes of the Track "Bad" (1991.)
- Remix Collection (1992.)
- 4 CD Singles Box (1992.)
- Motown's Greatest Hits (1992.)
- Tour Souvenir Pack (1992.)
- Dangerous Remix (1993.)
- Rockin' Robin (1993.)
- Anthology: The Best of Michael Jackson (1995.)
- HIStory (1995.)
- Michael Jackson Story (1996.)
- Master Series (1997.)
- The Best of Michael Jackson & The Jackson 5ive (1997.)
- 12 Inch Mixes (1998.)
- Big Boy (1999.)
- Very Best of Michael Jackson (IMS) (1999.)
- Early Classics (1999.)
- 20th Century Masters - The Millennium Collection: The Best of Michael Jackson (2000.)
- Universal Masters Collection (2001.)
- Greatest Hits: HIStory, Vol. 1 (2001.)
- Love Songs (2002.)
- Very Best of Michael Jackson (Universal) (2002.)
- Number Ones (2003.)
- Michael Jackson: The Ultimate Collection (2004.)
- Essential Collection (2005.)
- Best 1200 (2005.)
- The Essential Michael Jackson (2005.)
- Collector's Box (2005.)
- Visionary: The Video Singles (2006.)
- Colour Collection (2007.)
- The Silver Spectrum Collection (2007.)
- The Instrumental Hits of Michael Jackson (2007.)
- Silver Collection (2007.)
- '70s Pop (2007.)
- Worth It (2008.)
- Celebrating 25 Years of Thriller (2008.)
- King of Pop (2008.)
- Gold (2008.)
- 50 Best Songs: The Motown Years (2008.)
- Classic: Masters Collection (2008.)
- The Masters Collection (2008.)
- Classic (2009.)
- Hello World (2009.)
- The Collection (2009.)

## Vanjske poveznice
- Diskografija - Michaeljackson.com
- Diskografija - SwissCharts.com
- Diskografija - AboutMichaelJackson.com
- Diskografija  Arhivirana inačica izvorne stranice od 18. travnja 2008. (Wayback Machine) - RollingStone.com